# Охота (рассказ Роберта Шекли)
«Охота» — фантастический рассказ Роберта Шекли, из сборника «Гражданин в космосе», впервые опубликованный в 1955 году. Первая публикация на русском языке — журнал «Ровесник» №11, 1965 год, под названием "Охотничий инстинкт" (перевод З. Бобырь).

## Сюжет
Обитатели планеты Элбонай не имеют определенной формы и живут высоко в небе, питаясь солнечной радиацией. Тем не менее, определенный отрезок жизни они должны прожить на земле, выживая как их далёкие предки. События рассказа происходят, когда проходят тренировки местного аналога земных скаутских отрядов (автор использует даже систему отличий и званий — «Разведчик 1-го класса», «Младший пионер» и др.). Дрогу, единственному из отряда «Атакующий мираш» разведчику 2-го класса, поручено важное задание: он должен добыть и принести шкуру одного из мирашей. Для него это последний шанс получить 1-й класс разведчика и заработать знак отличия. 
Мираши с точки зрения инопланетян это земляне. Несколько людей прилетели на планету за алмазами и другими ценными минералами. Дрог ставит на людей несколько ловушек и в конце концов захватывает одного из них и снимает с него шкуру. В концовке выясняется, что «шкурой» является скафандр или защитный костюм земного астронавта.

## Оценка
Рассказ демонстрирует образец чувства юмора писателя в классическом сюжете об освоении дальнего космоса и неожиданного поворота в концовке свойственного писателю. Характерный сюжетный ход для писателя связан с тем, что главный герой рассказа не имеет определенной формы.  Своеобразная тема нескольких обликов или нескольких оболочек, которые могут быть у существа, также поднималась в рассказе «Опытный образец» (сборник «Паломничество на землю») .